# マルヌ会戦

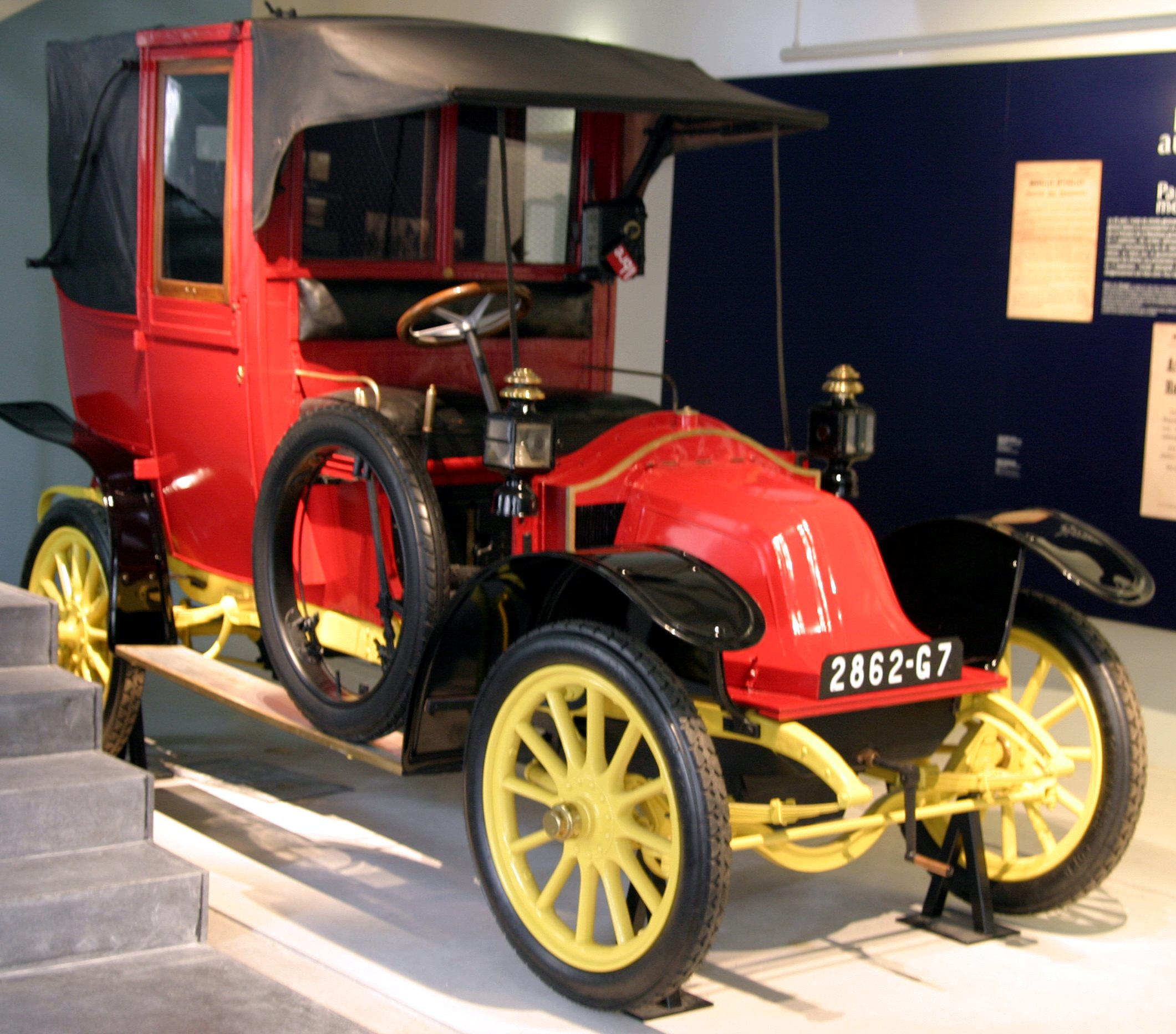
マルヌの前線へフランス軍の兵士を運んだタクシー

第一次マルヌ会戦（だいいちじマルヌかいせん、フランス語: Première bataille de la Marne、ドイツ語: Erste Schlacht an der Marne、英語: First Battle of the Marne）は、1914年9月、ベルギーを突破したドイツ軍をフランス軍がマルヌ河畔で食い止めた第一次世界大戦中の戦い。単にマルヌ会戦とも呼ばれる。この戦いによって、ドイツ軍のシュリーフェン・プランは挫折し、短期決戦から長期戦へと戦局は変わっていったことからマルヌの奇跡とも呼ばれている。

## 概要
第一次世界大戦初期におけるドイツ・フランス主力の会戦（1914年9月6日-12日）で、これによってドイツ軍のフランス席巻計画は完全に失敗した。同会戦でフランス軍が消費した砲弾数は会戦期間の1週間で90万発とされるのに対し、日露戦争で日本軍が105万発とされる砲弾を消費するのに1年半以上かかっている。

## 他方面の動き
ドイツ軍は大戦勃発とともにシュリーフェン計画を実行し、ベルギーに侵攻、ここを通過することで第1軍・第2軍・第3軍を北フランスへ侵入させることに成功した。
一方、フランス軍も戦前に立案された第17号計画に従って第1軍・第2軍がアルザス＝ロレーヌ地方に配置され、第3軍はアルデンヌの森を通ってドイツ領に侵攻していた。第5軍はベルギーを援護するため、フランスとベルギー・ルクセンブルクの国境近くに配置されていた。第4軍は戦略予備とされたが、実質的に第3軍を補佐する位置にあった。
ドイツ軍のベルギー侵攻に伴ってフランスの各軍は進撃を開始した。フランス第1軍・第2軍は、ドイツ第6軍（ループレヒト王太子）の防衛線に銃剣突撃を敢行したが、機関銃に薙ぎ倒される結果となった。ドイツ第6軍が防衛線から出て逆襲に転じると、第2軍は敗走した。第1軍は持ち堪えていたものの、8月20日にフランス参謀総長ジョフルから、第1軍・第2軍に対して撤退命令が出された。
アルデンヌに向かったフランス第3軍・第4軍はドイツ軍の中央部を突破して左右両翼の連絡を断つことを目的としていた。彼らが進撃を開始したのは8月21日であるが、相対するドイツ第4軍（ヴュルテンベルク公爵）、第5軍（ヴィルヘルム皇太子）はフランス軍に先立ち、8月19日に進撃を開始していた。そのため、フランス軍は奇襲をかけるつもりのところを逆に奇襲され、撤退する結果となった。フランス第3軍、第4軍はフランス領内まで後退すると応急的な陣地を構築し、侵攻するドイツ軍に対して防御戦を行った。

## シャルルロワの戦い
フランス第5軍は、ドイツ軍と相対する前に「ナミュールまで前進してベルギー軍を援護せよ」、「アルデンヌ方面に進出してフランス第3軍の側面を援護せよ」との両立が難しい命令をジョフルから受けており、第5軍司令官のシャルル・ランレザック将軍はこの実現に苦慮していた。命令を実現するには、第5軍がそっくりもう一個必要だったからである。結局、ランレザック将軍はアルデンヌ方面の援護をほぼ諦め、第5軍をナミュールの西方20kmにあるシャルルロワに布陣させた。
ベルギー軍はナミュールに布陣した第4師団を除き、アルベール国王の命令によりアントワープまで後退していた。このため、軍のいなくなったブリュッセルは8月20日にドイツ軍に占領された。また、この日ナミュールで持ち堪えていたベルギー第4師団に対し、ドイツ軍はディッケ・ベルタとシュコダ30.5cm臼砲による砲撃を加え始めた。また、ドイツ第2軍はナミュールの攻防戦を無視する形で西に進撃し、8月22日、シャルルロワに布陣するフランス第5軍と衝突した。フランス軍とドイツ軍は、銃剣突撃を砲撃で粉砕するということを互いに繰り返す消耗戦に陥ったが、ドイツ軍には第3軍が応援に駆け付け、フランス第5軍は劣勢になった。
8月23日になると、ランレザック将軍の元にベルギー第4師団は限界に達したためナミュールを放棄して撤退を開始した旨の報告が入った。また、アルデンヌ方面でフランス軍が撃退されたとの報告も入り、第5軍の側面が脅かされつつあることが分かった。このため、フランス第5軍はドイツ軍との正面戦闘を切り上げ、撤退に入る。

## 前触れ
フランス第5軍はシャルルロワから撤退を開始し、フランス領内にまで後退していた。これにはイギリス遠征軍も付き添う形となった。彼らの後ろには戦略級の予備部隊が無く、他方面からの即座の増援も難しかった。ジョフルは第5軍に対し、マルヌ川南方に布陣してドイツ軍を迎撃するように命令を出した。このため、フランス第5軍とイギリス遠征軍はマルヌ川を目指して南下を急いだ。
ドイツ第1軍・第2軍・第3軍はシュリーフェン計画に従ってフランス領内に侵攻したが、フランス第5軍は防御戦を行いつつ後退していたため、ほぼ目立った損害無く進撃を続けることができた。しかし、パリ近郊に至ると最右翼となるドイツ第1軍（フォン・クルック）は長距離の徒歩行軍で疲弊していた。その上、側面を援護する第2軍との間に30kmもの間隙が空いていた。この間隙を放置ないし拡大させ、フランス軍に付け込まれることになれば第1軍・第2軍ともに側面を突かれる危険性があった。このため、当初の計画ではパリの西側を通ってパリを包囲下に置くこととなっていたが、クルック将軍は間隙を埋め、かつマルヌ川南方に後退したフランス軍を捕捉することとした。

## マルヌ会戦
9月4日、ジョフルはパリ軍事総督ガリエニから全面攻撃へ移行するように進言を受けた。ジョフルは後退させた第5軍に増援を付ける形での反攻作戦を考えていたため、ガリエニ将軍の進言を実現不可能なものと考えていた。しかし、南下するドイツ軍に対し、待ち受ける連合国軍は東から第5軍・イギリス海外派遣軍（BEF）・第6軍（パリ防衛軍）の順で並んでおり、第5軍と第6軍でドイツ軍を挟撃、包囲しつつイギリス遠征軍がドイツ第1軍と第2軍の間隙を突けば、勝機はあると考えられた。このため、ジョフルはイギリス遠征軍のジョン・フレンチ将軍と調整のため会談の場を設け、重要な役割をフレンチ将軍に託した。反攻作戦開始は9月6日とされ、慌ただしく準備が進められていった。
ドイツ第1軍は前述の理由により、9月3日、これまでパリ方面に向けていた進撃方向を東に変え、パリの30kmほど東側を通ってマルヌ河畔に至った。9月5日、マルヌ川の渡河を考えていたクルック将軍に、参謀総長モルトケから現在の線で停止し、防御を固めるように命令が入る。クルック将軍は当初は渋ったものの、マルヌ川方面を守備する部隊からフランス軍出現との報を聞くに至り、渡河を諦めて防御を固める方針に切り替えた。
9月6日、反攻作戦に出たフランス軍とドイツ軍の間で激戦が展開され始めた（戦線はヴェルダン西方からパリ北方に至る約280km）。ドイツ第1軍は東から来るフランス第5軍と西から来る第6軍の双方に対処しなければならなかった。特に、クルック将軍はパリから防衛軍（フランス第6軍）が出てくるとは思わなかったため心理的奇襲を受けた。しかし、クルック将軍はすぐに西方へ部隊を集中してフランス第6軍に対して反撃を開始し、一時的に押し戻すことに成功した。だが、ガリエニ将軍の発案でパリ市のタクシー630台を兵員輸送のために徴発し、フランス第6軍に予備部隊を送り込み続けた結果、フランス第6軍はドイツ軍の攻撃に耐え抜くことができた。実際にタクシーで輸送された兵士は約4,000人と多くなかったが大衆に与えた影響は大きく、フランス国家団結の象徴となった。
また、ドイツ第1軍が西方に部隊を寄せた隙を突き、ドイツ第1軍と第2軍の間隙にイギリス海外派遣軍が侵入した。このため、ドイツ第1軍はほぼ包囲されてしまう形となった。ドイツ第2軍もまたフランス第5軍により押され始め、ドイツ第1軍の救援はできない状況だった。
計画の崩壊、部隊の危機的状況を見たドイツ参謀総長モルトケは、9月9日に全軍に撤退を命じた。もっとも、ドイツ第1軍・第2軍は先立つ9月8日に撤退を開始していた。一説によればドイツ第2軍が先んじて後退してしまったため、善戦していたドイツ第1軍もやむなく撤退せざるを得ない状況に置かれたという。

## その後
ドイツ軍は損害を出しながらも9月11日にエーヌ川の線まで後退することに成功し、そこで塹壕陣地の構築を開始した。シュリーフェン計画は失敗に終わり、ドイツ軍の勝利という形での戦争終結は遠のいた。一方、ドイツ軍を撃退したフランス軍であったが、彼らの戦争計画である第17号計画もまた、シュリーフェン計画同様に失敗に終わっていた。
あらかじめ次善の策を用意していなかった両陣営は、泥沼の塹壕戦に突き進んでいくことになる。